# Johann Lembke
Johann Lembke (* 3. Januar 1686 in Barth; † 22. September 1746 in Greifswald) war ein deutscher Professor der Medizin.

## Leben
Johann Lembke war der Sohn des Barther Stadtkämmerers Christoph Lembke und der Anna Wiesene. Er ging auf die Barther Stadtschule, 1702 an das Stralsunder Gymnasium und 1703 an das Gymnasium Carolinum in Stettin. Während dieser Zeit besuchte er auch die medizinische Privatschule des Christian Lembke.
Nach dem Tod dieses Lehrers verließ er 1705 Stettin und ging nach Wittenberg, wo er drei Jahre lang Medizin studierte.
1709 ging er nach Greifswald, verteidigte seine Dissertation unter Christoph Helwig und ging dann 1710 an die Universität Rostock zu Johann Ernst Schaper.
Schaper empfahl Lembke als Hofarzt an König Stanislaw I. von Polen. Später wurde er Vizearzt der königlich schwedischen Regierung in Stettin. 1713 promovierte Lembke in Greifswald zum Doktor der Medizin. Im gleichen Jahr verlieh ihm Karl XII. die Professur der Medizin in Greifswald. 1715 erhielt er auch in Rostock das medizinische Doktor-Diplom.
1724 führte Johann Lembke die erste öffentliche Sektion an einer männlichen Leiche im Greifswalder „Theatrum Anatomicum“ durch.
1742 heiratete er Ulrike Christiane Henning.
Kurz vor seinem Tod stiftete er das Lembkische Stipendium mit 8000 Reichstalern Kapital, das seinen eigenen Nachkommen, Studenten aus seiner Geburtsstadt Barth und Kindern von Professoren zugutekommen sollte.